# Castillo de Galeras
El castillo de Galeras, también llamado Fuerte de Galeras, es un castillo construido en el siglo XVIII en lo que hoy es la diputación de San Antonio Abad, dentro del municipio español de Cartagena (Región de Murcia). Fue declarado Bien de Interés Cultural el 7 de agosto de 1997.

## Historia

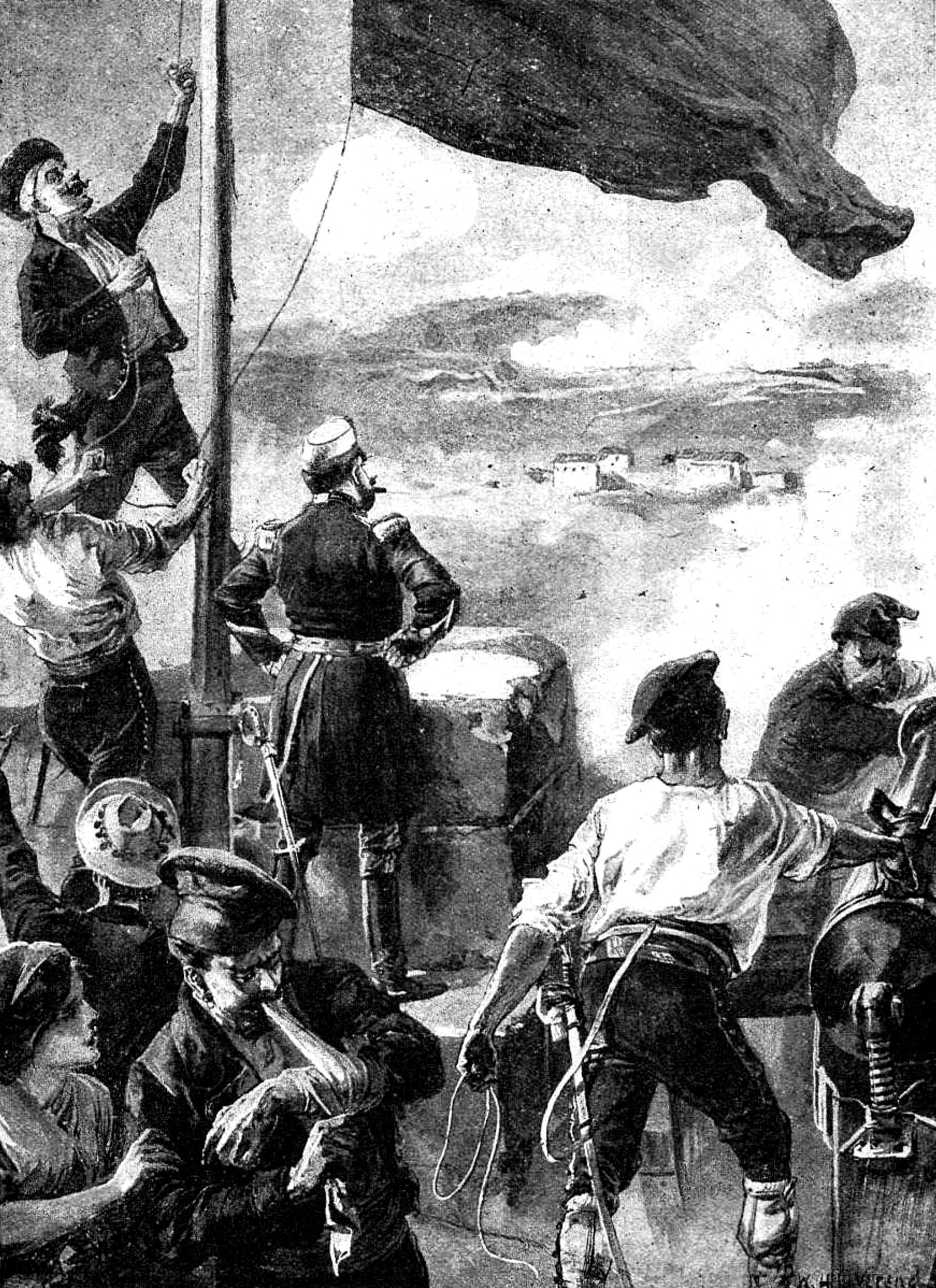
El episodio legendario del izado de la bandera cantonal en 1873, en un grabado de La Ilustración Ibérica (1898).

La posición estratégica del monte de Galeras era conocida mucho tiempo antes de la construcción del castillo. A mediados del siglo XVI, el militar italiano y experto en poliorcética Vespasiano I Gonzaga meditó trasladar a él la ciudad de Cartagena al completo, al considerar indefendible el emplazamiento original ante las innovaciones en las armas de fuego, si bien finalmente desistió de aquel pensamiento.
Durante la segunda mitad del siglo XVIII se acometió la construcción del fuerte bajo la dirección del ingeniero militar raguseo Mateo Vodopich, quien siguió los planos y concluyó en 1777 la obra ya iniciada por el melillense Pedro Martín-Paredes Cermeño. Estos trabajos, junto a los que se realizaron de forma pretérita en el Arsenal, se encuadraban en el contexto del proceso de mejora de estructuras militares en Cartagena durante el reinado de Carlos III, y que venían motivados por el nombramiento en 1726 de la ciudad como capital del Departamento Marítimo del Mediterráneo. El propósito del castillo de Galeras dentro de este programa militar era el de proteger los astilleros, coordinado junto al cercano castillo de la Atalaya.
Entrado el siglo XX su importancia como fortificación comenzó a decaer, hasta el punto de que su función pasó a ser la de una prisión militar. En 1987 pasó de la jurisdicción del Ejército de Tierra a la de la Armada. Al pertenecer hoy día a las Fuerzas Armadas su acceso está restringido, lo que ha permitido una buena conservación.

### Rebelión cantonal
El castillo entró en la historia de España cuando, en la madrugada entre el 11 y el 12 de julio de 1873, un grupo de republicanos federales sublevó a la guarnición en el evento que daría paso a la Rebelión cantonal. De acuerdo a la versión tradicional recogida por el historiador Antonio Puig Campillo, los revolucionarios dispararon en primer lugar un cañonazo para advertir de su éxito a la plaza, y cuando buscaron una bandera roja en el semáforo del fuerte habrían encontrado únicamente una bandera otomana, que izaron pensando que su media luna blanca no sería distinguible desde Cartagena. Como colofón, el capitán general José Dueñas habría enviado entonces a Madrid un telegrama notificando: «El castillo de Galeras ha enarbolado bandera turca». Para enmendar la situación, sería entonces cuando un insurrecto se practicó un corte en el brazo con un cuchillo y tiñó con su sangre el símbolo islámico.
La historiografía más reciente, sin embargo, ha desechado este relato, favorecido según el investigador Antonio González Vázquez por partidarios y detractores del cantonalismo con propósitos propagandísticos o de mofa, según el caso. González Vázquez, examinando las comunicaciones del capitán general Dueñas y del cónsul francés en la ciudad, establece que la bandera que fue realmente izada en el castillo de Galeras fue la tricolor compuesta por rojo, amarillo y morado. La enseña roja sería también enarbolada posteriormente, en tanto que fue adoptada como propia por los federalistas murcianos en el Pacto Federal de Córdoba de 1869.

## Arquitectura
El castillo se eleva a una altitud de 219 metros sobre el nivel del mar y fue edificado siguiendo los parámetros del neoclasicismo ecléctico de la Escuela española afrancesada. Su planta se constituye como un rectángulo, con cinco baluartes de diseño irregular por cada uno de sus vértices más otro añadido en la parte noreste, y rodeado por un foso con su correspondiente contraescarpa y puente levadizo.
En el interior del fuerte destaca un gran patio que concentra los accesos a las estancias y la terraza. Con el objetivo de resistir mejor el fuego de artillería provenientes de navíos enemigos, los dos bastiones y la cortina del sector sur son de una solidez y ataludamiento mayor que el resto, que están huecos y dotados de bóvedas a prueba de explosiones. En la terraza del sector mejor fortificado se halla el edificio de dos pisos que albergaba el semáforo, y por último, del frente suroeste parte las llamadas murallas de Carlos III, que durante cinco kilómetros envuelven las instalaciones del Arsenal Militar y la ciudad, lo que evidencia el carácter del castillo como ciudadela de Cartagena.